# Androniszki
Androniszki (lit. Andrioniškis) – miasteczko na Litwie, na Auksztocie, nad Świętą, w okręgu uciańskim, w rejonie oniksztyńskim, 12 km na północny zachód od Onikszt; siedziba gminy Androniszki. Według danych z 2021 liczba mieszkańców wynosi 185.
W Androniszkach znajduje się kościół pod wezwaniem św. Piotra i św. Pawła wybudowany w 1935, budynek poczty i dom kultury.

## Historia
W 1672 Androniszki zostały wspomniane w inwentarzu parafii w Pienianach. W 1726 w miejscowości został wybudowany kościół rzymskokatolicki. Podczas powstania styczniowego w lasach w pobliżu miasteczka znajdował się główny obóz powstańców będących pod przewodnictwem Zygmunta Sierakowskiego. W 1866 w miejscowości została wybudowana szkoła. 27 maja 1919, podczas wojny o niepodległość Litwy, miała miejsce bitwa pomiędzy wojskami litewskimi i Armii Czerwonej, po której Androniszki zostały przejęte przez armię litewską. 9 lutego 1929 w pobliżu miejscowości spadł meteoryt, achondryt o masie 3,85 kilograma. W 2011 został ustanowiony herb Androniszek.